# فریدا دو فا
فریدا دو فا (انگلیسی: Freda Du Faur; ۱۶ سپتامبر ۱۸۸۲ – ۱۳ سپتامبر ۱۹۳۵) کوهنورد اهل استرالیا بود.